# Мемлебен
Мемлебен (нем. Memleben) — деревня в Германии, в земле Саксония-Анхальт. Входит в состав коммуны Кайзерпфальц района Бургенланд. Основная достопримечательность —королевский пфальц и монастырь.
Население составляет 690 человек (на 31 декабря 2007 года). Занимает площадь 16,76 км².
Мемлебен ранее имел статус отдельной коммуны. 1 июля 2009 года был объединён с соседними общинами Буха и Вольмирштедт, образовав новую коммуну Кайзерпфальц.

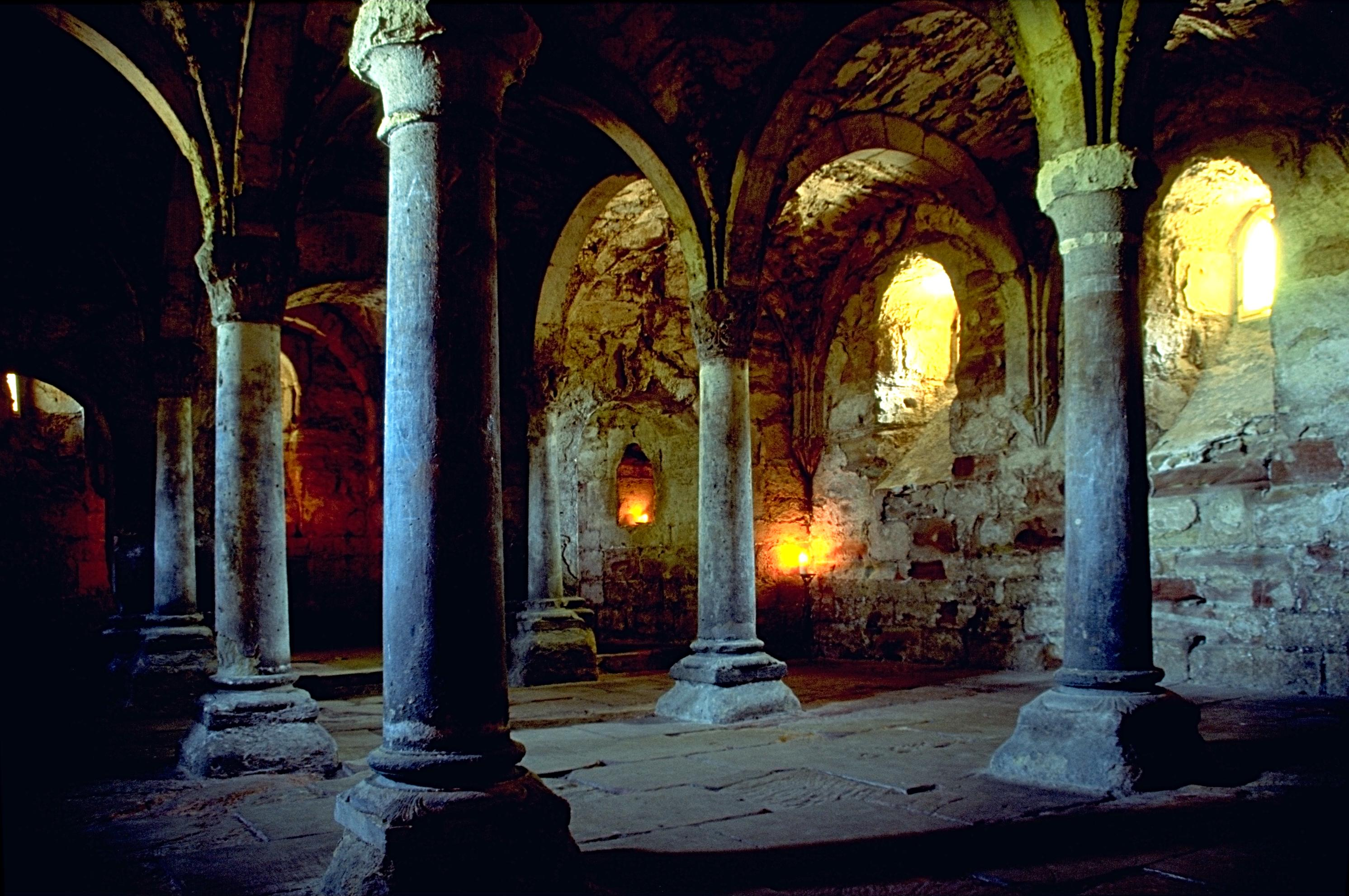
Монастырь